# Хаусдорфово пространство
Хаусдорфово пространство — топологическое пространство, удовлетворяющее сильной аксиоме отделимости T2.
Названо в честь Феликса Хаусдорфа — одного из основоположников общей топологии. Его первоначальное определение топологического пространства включало в себя требование, которое теперь называется хаусдорфовостью.
Иногда для обозначения структуры хаусдорфового топологического пространства на множестве применяется термин хаусдорфова топология.

## Определение
Топологическое пространство {\displaystyle X} называется хаусдорфовым, если любые две различные точки {\displaystyle x}, {\displaystyle y} из {\displaystyle X} обладают непересекающимися окрестностями {\displaystyle U(x)}, {\displaystyle V(y)}.

## Примеры и контрпримеры
Хаусдорфовыми являются все метрические пространства и метризуемые пространства, в частности: евклидовы пространства {\displaystyle \mathbb {R} ^{n}}, многообразия, большинство используемых в анализе бесконечномерных функциональных пространств, таких, как {\displaystyle L^{p}\ } или {\displaystyle W^{1,\;p}}, {\displaystyle p\geqslant 1\ }.
Если топологическая группа является T0-пространством, то она хаусдорфова. Если T0 не выполнено, то факторизация по замыканию нейтрального элемента группы даст хаусдорфово пространство. По этой причине некоторые источники включают хаусдорфовость в определение топологической группы.
Простейший (и важный) пример нехаусдорфова пространства — связное двоеточие, а в более общем случае — алгебры Гейтинга. Не является хаусдорфовой, например, топология Зарисского на алгебраическом многообразии. Нехаусдорфов, вообще говоря, спектр кольца.

## Свойства
- Единственность предела последовательности (в более общем случае — фильтра), если таковой предел существует.
- Свойство, равносильное определению хаусдорфовости топологии, — замкнутость диагонали {\displaystyle \Delta =\{(x,\;x)\;|\;x\in X\}} в декартовом квадрате {\displaystyle X\times X} пространства {\displaystyle X}.
- В хаусдорфовом пространстве замкнуты все его точки (то есть одноточечные множества).
- Подпространство и декартово произведение хаусдорфовых пространств тоже хаусдорфовы.
- Вообще говоря, хаусдорфовость не передаётся факторпространствам.
- Компактное хаусдорфово пространство нормально и оно метризуемо тогда и только тогда, когда имеет счётную базу топологии.
- Любое непрерывное взаимно однозначное отображение компактного пространства в хаусдорфово пространство является гомеоморфизмом.
- Любое конечное хаусдорфово пространство дискретно.